# Mosterdsoep

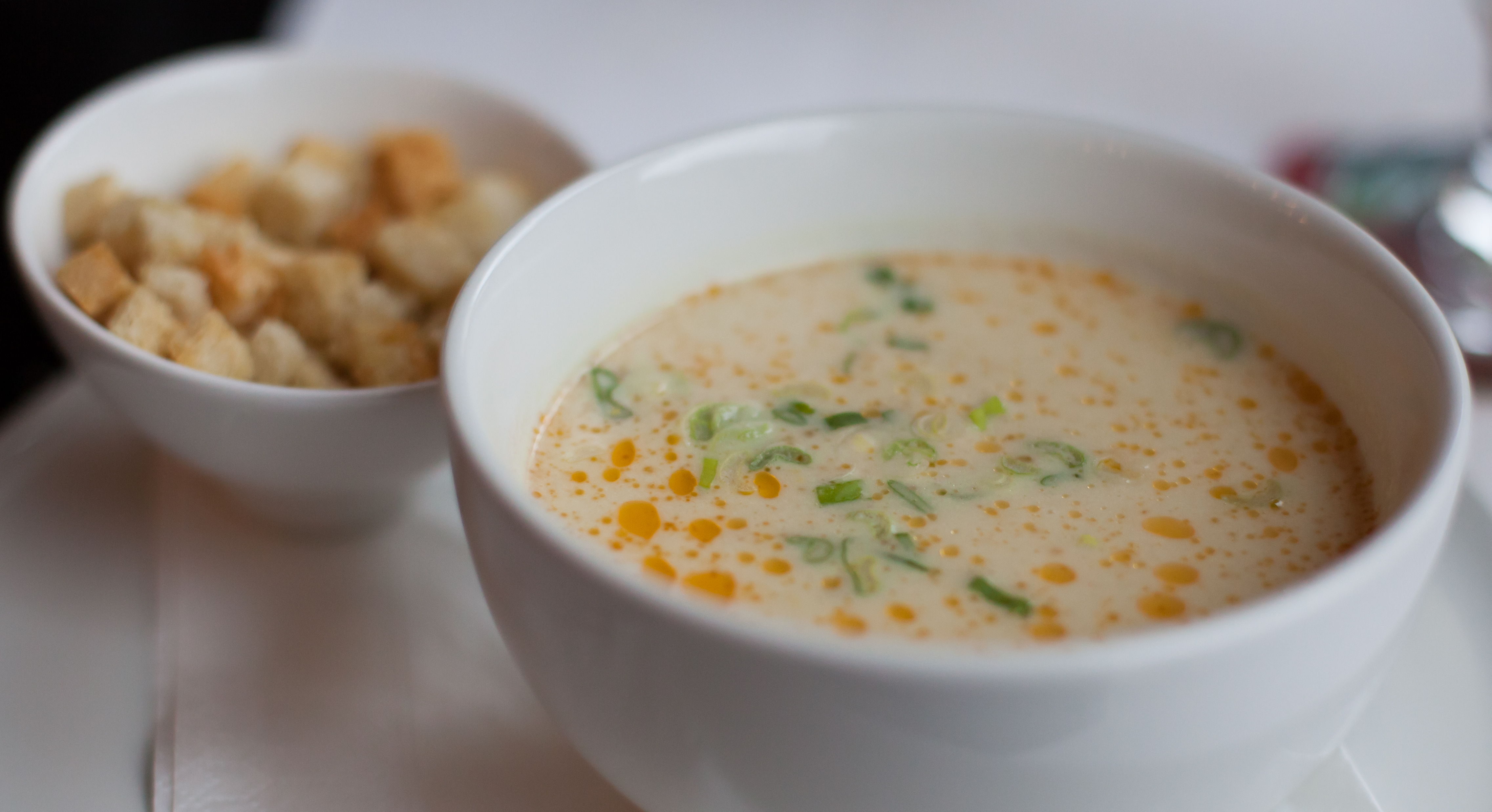
Mosterdsoep

 Mosterdsoep is een soep met als belangrijkste smaakmaker mosterd.
Mosterdsoep is een soep die in diverse Nederlandse regio's als traditionele soep wordt opgediend, ook in restaurants. Sommige regio's kennen hun eigen mosterd, zoals de Doesburgse mosterd, Groningse mosterd of Zaanse mosterd, die een eigen smaak kan geven aan de soep. Vaak worden aan de soep kleine stukjes spek toegevoegd, maar er bestaan ook vegetarische varianten.
Naast mosterd, water, zout en spekjes maken vaak deel uit van de soep: ui of prei, room of melk, bouillon en bindmiddel.